# Spigelia amazonica
Spigelia amazonica är en tvåhjärtbladig växtart som beskrevs av Francisco Javier Fernández Casas. Spigelia amazonica ingår i släktet Spigelia och familjen Loganiaceae. Inga underarter finns listade i Catalogue of Life.